# Golden Heart
Golden Heart is het eerste soloalbum van Mark Knopfler, voormalig zanger en gitarist van de Britse groep Dire Straits. De opnames werden gemaakt in Nashville, Londen en Dublin. Op het album is duidelijk de sfeer van het laatste Dire Straits album te horen, ook Knopflers Schotse invloeden zijn te horen.

## Inhoud
1. Darling Pretty (4:31)
2. Imelda (5:26)
3. Golden Heart (5:01)
4. No Can Do (4:54)
5. Vic And Ray (4:36)
6. Don't You Get It (5:17)
7. A Night In Summer Long Ago (4:43)
8. Cannibals (3:42)
9. I'm The Fool (4:28)
10. Je Suis Désolé (5:15)
11. Rüdiger (6:03)
12. Nobody's Got The Gun (5:26)
13. Done With Bonaparte (5:06)
14. Are We In Trouble Now (5:55)